# Alfredo De Sanctis
Alfredo De Sanctis (Brindisi, 7 ottobre 1865 – Firenze, 30 gennaio 1954) è stato un attore italiano.

## Biografia
Nacque a Brindisi da Pio e da Marianna Costantini. Figlio d'arte, fece la gavetta nella compagnia del padre impratichendosi in molti ruoli. 
Nel 1898 diresse la "Compagnia drammatica del Teatro d'Arte" di Torino. Nel 1900, divenuto capocomico, formò una sua compagnia con un repertorio considerato d'eccezione per l'epoca (Ibsen, Gor'kij, Brieux, Butti, Silvio Benedetti). Nel 1921 raggiunse il massimo successo, riportando un trionfo all'Œuvre di Parigi. Fu sposato con l'attrice Alda Borelli.
Nella sua compagnia recitarono numerosi attori del XX secolo, tra i quali Paola Borboni, Alfredo Martinelli, Umberto Melnati, Guido Morisi, Egisto Olivieri e Amilcare Pettinelli.
Fece sporadici ruoli da doppiatore.
Morì a Firenze all'età di 88 anni.

## Filmografia
- Fanny, regia di Mario Almirante (1933)
- Processo e morte di Socrate, regia di Corrado D'Errico (1939)
- Troppo tardi t'ho conosciuta, regia di Emanuele Caracciolo (1940)
- Il re d'Inghilterra non paga, regia di Giovacchino Forzano (1941)
- Solitudine, regia di Livio Pavanelli (1941)